# AM 0608-333
AM 0608-333 ist ein interagierendes Galaxienpaar im Sternbild Taube am Südsternhimmel. Die wechselwirkenden Galaxien, die das Paar mit der Katalogbezeichnung Arp-Madore 608-333 bilden, werden durch eine gravitative Wechselwirkung verzerrt.